# Conceição do Canindé
Conceição do Canindé is een gemeente in de Braziliaanse deelstaat Piauí. De gemeente telt 5.077 inwoners (schatting 2009). De plaats ligt aan de Canindé.

## Verkeer en vervoer
De plaats ligt aan de wegen PI-143.